# Gypsophila bicolor
Gypsophila bicolor är en nejlikväxtart som först beskrevs av Josef Franz Freyn och Sint., och fick sitt nu gällande namn av Aleksandr Alfonsovitj Grossgejm. Gypsophila bicolor ingår i släktet slöjor, och familjen nejlikväxter. Inga underarter finns listade i Catalogue of Life.